# Indian Institute of Technology Kharagpur

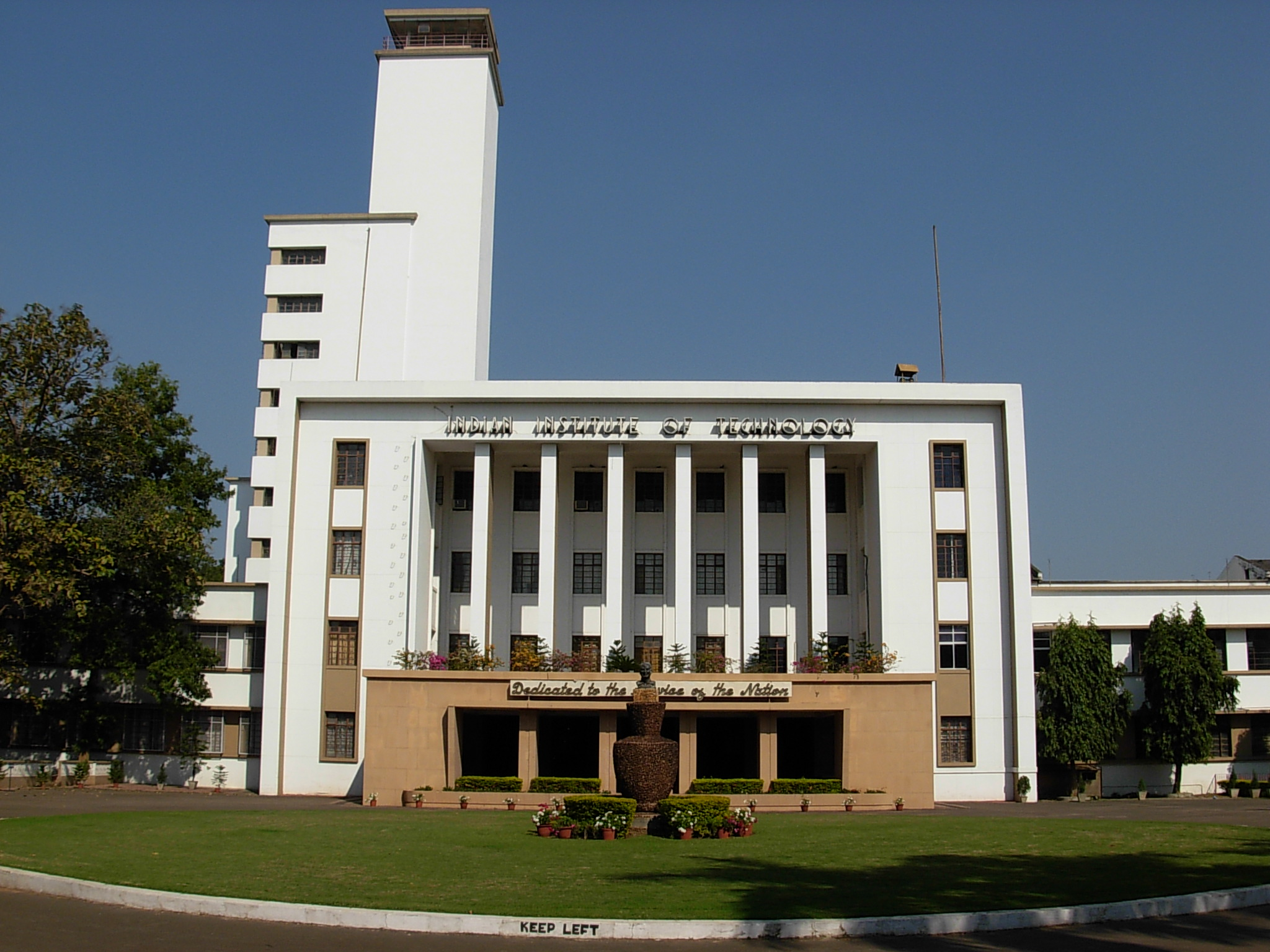
Hauptgebäude des IIT in Kharagpur

Das Indian Institute of Technology Kharagpur (auch IIT Kharagpur oder IITKGP) ist eine Technische Universität in Kharagpur im indischen Bundesstaat Westbengalen. 1951 gegründet, ist es das Älteste der Indian Institutes of Technology und eine der bedeutendsten technischen Hochschulen in Indien. In akademischen Rankings indischer Hochschulen bewegt sich das IIT Kharagpur auf den obersten Plätzen. Derzeit studieren hier etwa 2.700 Studenten.

## Bekannte Absolventen
- Ajit Jain (* 1951), Manager bei Berkshire Hathaway
- K. Radhakrishnan (* 1949), Leiter von Indiens nationaler Raumfahrtorganisation ISRO
- Arun Sarin (* 1954), CEO von Vodafone
- Sundar Pichai (* 1972), CEO von Google